# Schmalschwanz-Laternenhai
Der Schmalschwanz-Laternenhai (Etmopterus molleri) ist eine Art der Gattung Etmopterus innerhalb der Laternenhaie (Etmopterinae; auch als Familie Etmopteridae eingestuft). Er erreicht eine maximale Körperlänge von etwa 42 Zentimetern. Diese Art kommt in Küstenbereichen im westlichen Pazifik vor und ist an den Küsten Australiens und Japans nachgewiesen.

## Aussehen und Merkmale
Der Schmalschwanz-Laternenhai ist ein kleiner Hai mit einer maximalen Körperlänge von etwa 46 Zentimetern. Er hat einen für die Laternenhaie typischen langgestreckten Körper. Der Kopf ist lang und oberseits abgeflacht. Die Körperfarbe ist oberseits hellbraun und an den Flanken dunkler braun mit schwarzen Leuchtorganen; die Unterseite ist schwarz. Auf dem Kopf und an den Körperseiten sowie am Schwanzstiel und am Schwanzansatz befinden sich Reihen aus eng aneinander liegenden Zahnschuppen; der Bereich oberhalb der Bauchflossen ist jedoch schuppenfrei. Außerdem besitzt er die für die Laternenhaie typischen Leuchtorgane an der Bauchseite.
Er besitzt zwei Rückenflossen mit den ordnungstypischen Stacheln davor, jedoch keine Afterflosse. Die erste Rückenflosse beginnt hinter den Brustflossen über deren hinterem Rand und ist deutlich kleiner als die große zweite Rückenflosse. Der Schwanz ist lang, im Vergleich zu den ähnlichen Schwarzbauch-Laternenhai (Etmopterus lucifer) und Kurzschwanz-Laternenhai (Etmopterus brachyurus) ist der Schwanzstiel deutlich länger und die zweite Rückenflosse ist nahezu unbeschuppt. Wie alle Arten der Familie besitzen die Tiere fünf Kiemenspalten, die bei dieser Art sehr lang sind, und haben ein Spritzloch hinter dem Auge.

## Verbreitung

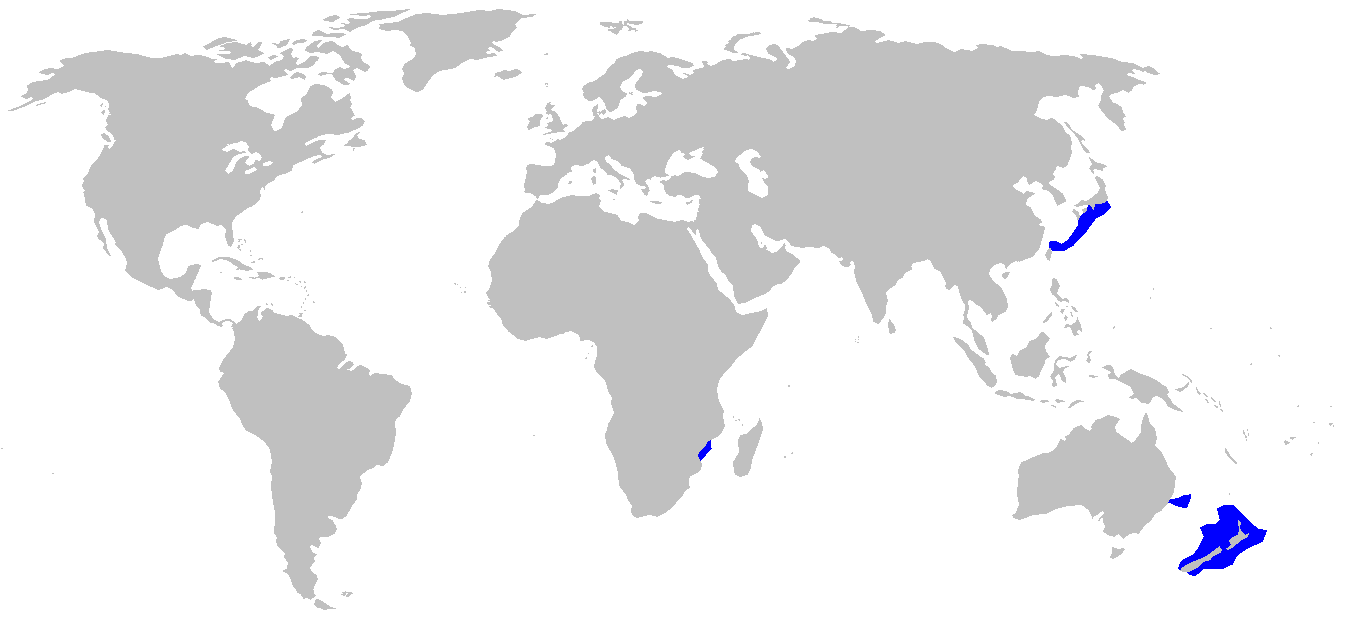
Verbreitungsgebiet des Schmalschwanz-Laternenhais

Das Verbreitungsgebiet dieser Art umfasst die Küstengebiete des westlichen Pazifik, wo sie vor den Küsten von Japan und Taiwan sowie an den Küsten Australiens und Neuseelands vorkommt. Unsichere Nachweise stammen aus dem westlichen Indischen Ozean vor der Küste von Mosambik. Sie lebt meist in Bodennähe und kommt in Tiefen von etwa 240 bis 655 Metern vor.

## Lebensweise
Der Schmalschwanz-Laternenhai lebt im Tiefsee-Bereich des Kontinental- und Inselschelfs sowie im Bereich von unterseeischen Bergen pelagisch oder in Bodennähe. Wie andere Haie ernährt er sich räuberisch, wahrscheinlich vor allem von kleineren Fischen, Tintenfischen und anderen wirbellosen Tieren. Über seine Lebensweise liegen darüber hinaus keine Daten vor.
Er ist wie andere Arten der Ordnung wahrscheinlich lebendgebärend (ovovivipar).

## Systematik
Der Schmalschwanz-Laternenhai ist eine eigenständige Art innerhalb der Laternenhaie. Er wurde 1939 von Gilbert Percy Whitley wissenschaftlich beschrieben.

## Gefährdung
Der Schmalschwanz-Laternenhai ist in der Roten Liste der IUCN nicht in eine Gefährdungskategorie eingeordnet und wird aufgrund der Datenlage als „data deficient“ gelistet. In australischen Gewässern ist die Art nur von den vor Sydney gesammelten Exemplaren des Typus bekannt. Die Nachweise aus Taiwan und Japan repräsentieren wahrscheinlich eine andere Art; daher ist das Verbreitungsgebiet wahrscheinlich viel kleiner als ursprünglich angenommen. Über den Einfluss der Fischerei auf die Bestände gibt es keine Daten; allerdings kommt der Hai in Gebieten vor, in denen Tiefseeschleppnetzfischerei betrieben wird und in denen er wahrscheinlich als Beifang gefangen wird.

## Belege
1. 1 2  Etmopteridae.: Lantern sharks. In: Compagno et al. 2004
2. 1 2 3 4 5 6 7  Leonard Compagno, Marc Dando, Sarah Fowler: Sharks of the World. Princeton Field Guides, Princeton University Press, Princeton und Oxford 2005; S. 102. ISBN 978-0-691-12072-0
3. 1 2 3  Etmopterus molleri in der Roten Liste gefährdeter Arten der IUCN 2018. Eingestellt von: B. Finucci, D.A. Ebert, A. Schaaf-Da Silva, 2009. Abgerufen am 14. Mai 2020.
4. 1 2  Schmalschwanz-Laternenhai auf Fishbase.org (englisch)